# رافائل تونلو
رافائل تونلو (انگلیسی: Raffael Tonello؛ زادهٔ ۱۴ ژوئن ۱۹۷۵) بازیکن فوتبال اهل ایتالیا است.
از باشگاه‌هایی که در آن بازی کرده‌است می‌توان به اشپورت فقاند زیگن، باشگاه فوتبال فورتونا دوسلدورف، باشگاه فوتبال اوردینگن ۰۵، و باشگاه فوتبال کیکرز اوفنباخ اشاره کرد.